# Parlamentswahl in Ungarn 2026
Die Parlamentswahl in Ungarn 2026 wird voraussichtlich im April 2026 stattfinden. Dabei werden die 199 Abgeordneten des ungarischen Parlaments (Országgyűlés) für eine Legislaturperiode von vier Jahren neu gewählt. Es handelt sich um die erste reguläre Parlamentswahl nach der Wahl 2022, bei der die rechtsnationale Fidesz-KDNP-Koalition unter Ministerpräsident Viktor Orbán erneut die Mehrheit gewinnen konnte.

## Hintergrund

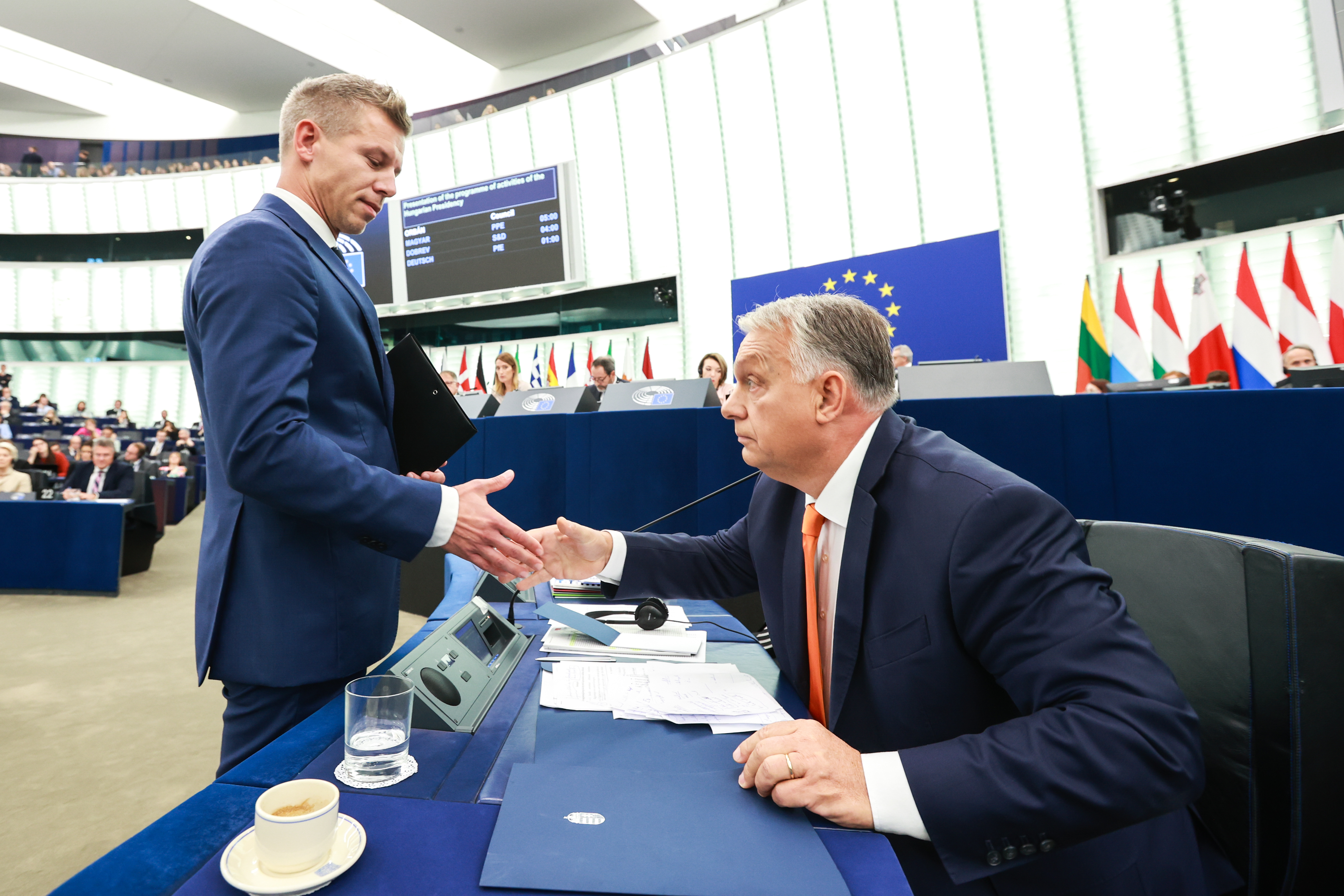
Magyar und Orbán im Europäischen Parlament (2024)

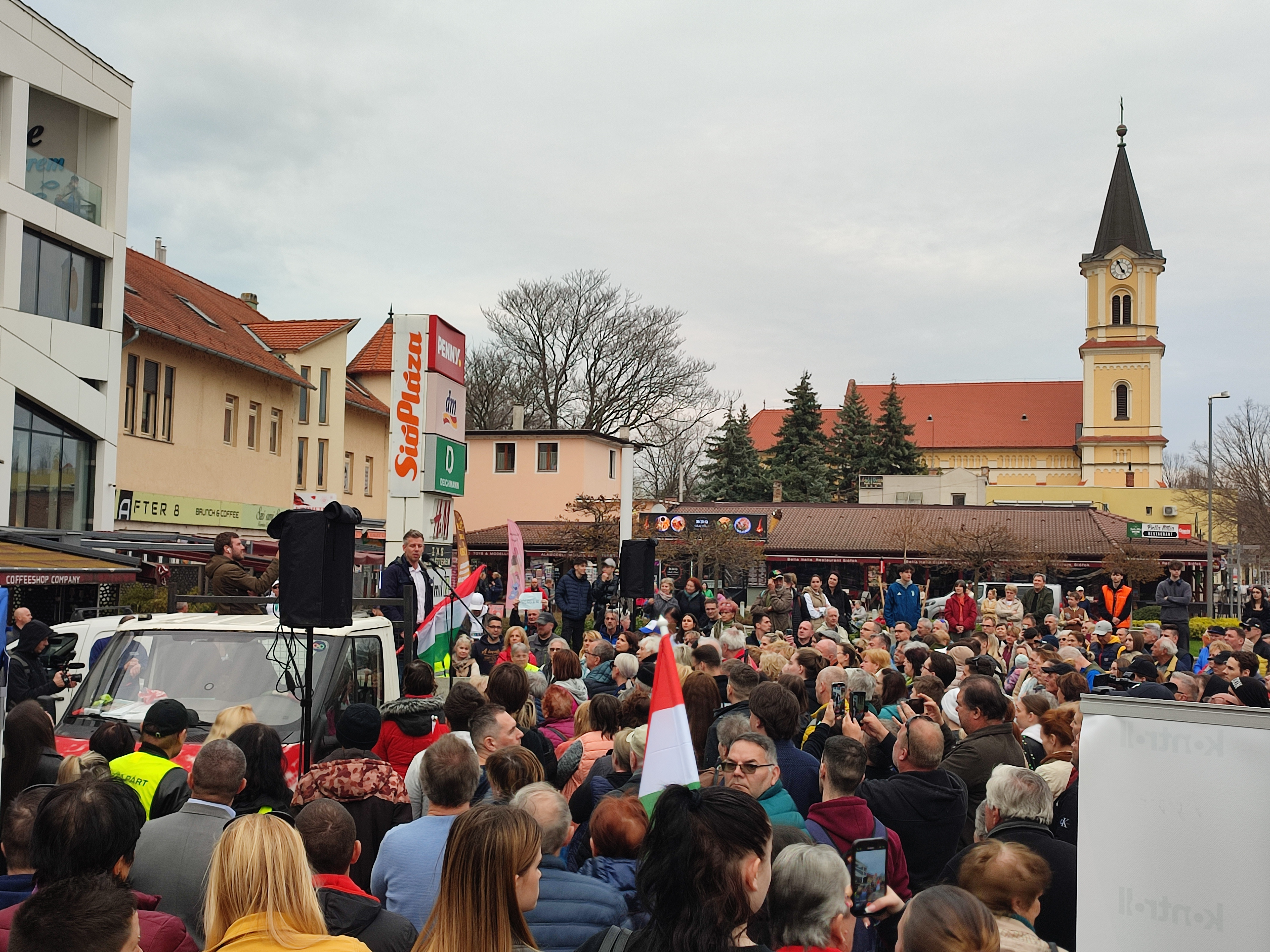
Magyar-Wahlkampf bei einer Kundgebung in Siófok (2025)

### Der Aufstieg von TISZA
Anfang Februar 2024 wurde bekannt, dass Präsidentin Katalin Novák im April 2023 eine Strafaussetzung (Gnadenakt) für Endre Kónya genehmigt hatte – den ehemaligen stellvertretenden Direktor eines Kinderheims in Bicske, der an der Vertuschung von Missbrauchsfällen beteiligt war. Dieser Gnadenakt löste große öffentliche Empörung aus. Novák trat am 10. Februar 2024 zurück, auch die ehemalige Justizministerin Judit Varga gab bekannt, ihre politischen Funktionen niederzulegen, dar sie den Gnadenakt beglaubigt hatte.
Unmittelbar danach trat ihr Ex‑Ehemann Péter Magyar erstmals öffentlich in Erscheinung. In einem Interview, das mehrere Millionen Menschen erreichte, kritisierte er offen die Doppelmoral und strukturelle Korruption innerhalb des von der Fidesz-Partei dominierten politischen Systems. Bis dahin hatte Magyar mehrere gut dotierte, jedoch politisch weitgehend bedeutungslose Positionen in staatlichen Institutionen innegehabt und war der breiten Öffentlichkeit hauptsächlich als Begleiter seiner prominenten Ehefrau bekannt. Nach eigenen Angaben entschloss sich Magyar zur Veröffentlichung des Interviews, um sich „aus dem System zu lösen“, da er die „Lügen nicht länger ertragen“ habe. Infolge massiver medialer Angriffe regierungsnaher Medien kündigte er kurz darauf seinen Einstieg in die Parteipolitik an. Er erklärte seine Kandidatur für die Europawahl im Juni 2024 sowie für die ungarische Parlamentswahl 2026.

## Wahlsystem
Die 199 Mitglieder des ungarischen Parlaments werden in einer Mischung aus Mehrheitswahl und Verhältniswahl gewählt, wobei das Element der Mehrheitswahl dominiert:
Sitzverteilung im Wahlkreis:
In jedem der 106 Wahlkreise ist der Kandidat mit den meisten Stimmen gewählt. Dabei ist eine relative Mehrheit ausreichend.
Sitzverteilung nach Listen:
93 Abgeordnete werden nach dem D’Hondt-Verfahren proportional verteilt. Parteien müssen mindestens fünf Prozent aller Listenstimmen erhalten, um an der Sitzverteilung teilzunehmen. Handelt es sich um eine gemeinsame Liste zweier Parteien, beträgt die Sperrklausel zehn Prozent, bei einer gemeinsamen Liste von drei oder mehr Parteien 15 %. Zu den Listenstimmen der Partei werden die Stimmen ihrer erfolglosen Wahlkreiskandidaten addiert. Hat ein Kandidat einen Wahlkreis gewonnen, wird sein Stimmenvorsprung vor dem Zweitplatzierten (vermindert um eins) zu den Listenstimmen seiner Partei addiert.
Eine Partei kann eine Liste nur einreichen, wenn sie in mindestens 71 Wahlkreisen (zwei Drittel aller Wahlkreise) einen Kandidaten aufgestellt hat und sich diese Wahlkreise auf mindestens 14 Komitate oder Budapest (das zu keinem Komitat gehört) verteilen. Diese Hürde wurde im Dezember 2020 erhöht. Zuvor genügten zur Aufstellung einer Liste 27 Wahlkreiskandidaten in neun Komitaten.

## Teilnehmende Parteien
| Partei | Partei                                                                     | Kandidaten       | Politische Ausrichtung                                                                                                | Europäische Partei/Fraktion |
| ------ | -------------------------------------------------------------------------- | ---------------- | --- | --------------------------- |
| Logo   | Fidesz – Magyar Polgári Szövetség (Fidesz) Fidesz – Ungarischer Bürgerbund | Viktor Orbán     | Nationalkonservatismus, weiche EU-Skepsis, Christdemokratie, Rechtspopulismus, Nationalismus, Wirtschaftsliberalismus | PfE                         |
| Logo   | Tisztelet és Szabadság Párt (TISZA) Respekt- und Freiheitspartei           | Péter Magyar     | Konservatismus, Zentrismus, Anti-Korruption, Nationalliberalismus, Pro-Europäismus                                    | EVP                         |
| Logo   | Demokratikus Koalíció (DK) Demokratische Koalition                         | Klára Dobrev     | Sozialliberalismus, Pro-Europäismus                                                                                   | S&D                         |
|        | Mi Hazánk Mozgalom (Mi Hazánk) Unsere-Heimat-Bewegung                      | László Toroczkai | Ultranationalismus, Rechtspopulismus, Rechtsextremismus, Dritter Weg, EU-Skepsis, Antiziganismus                      | ESN                         |

## Umfragen

Ungarische Wahlumfragen 2026

- DK: 12
- MKKP: 12
- TISZA: 90
- FIDESZ–KDNP: 71
- MHM: 14

| Befragungszeitraum      | Quelle             | Stichprobe |    | Logo | Logo | (Mi Hazánk) | Logo | Sonstige |
| Befragungszeitraum      | Quelle             | Stichprobe |    |      |      |             |      | Sonstige |
| 28. Mai – 03. Juni 2025 | Republikon Intézet | 1000       | 34 | 43   | 6    | 7           | 6    | -        |
| 15.–23. Mai 2025        | IDEA Intézet       | 1500       | 37 | 44   | 6    | 5           | 4    | -        |
| 09.–18. April 2025      | Republikon Intézet | 1500       | 28 | 32   | 6    | 6           | 3    | -        |
| 10.–12. März 2025       | Nézőpont Intézet   | 1000       | 45 | 35   | 4    | 9           | 3    | -        |